# Sgabello

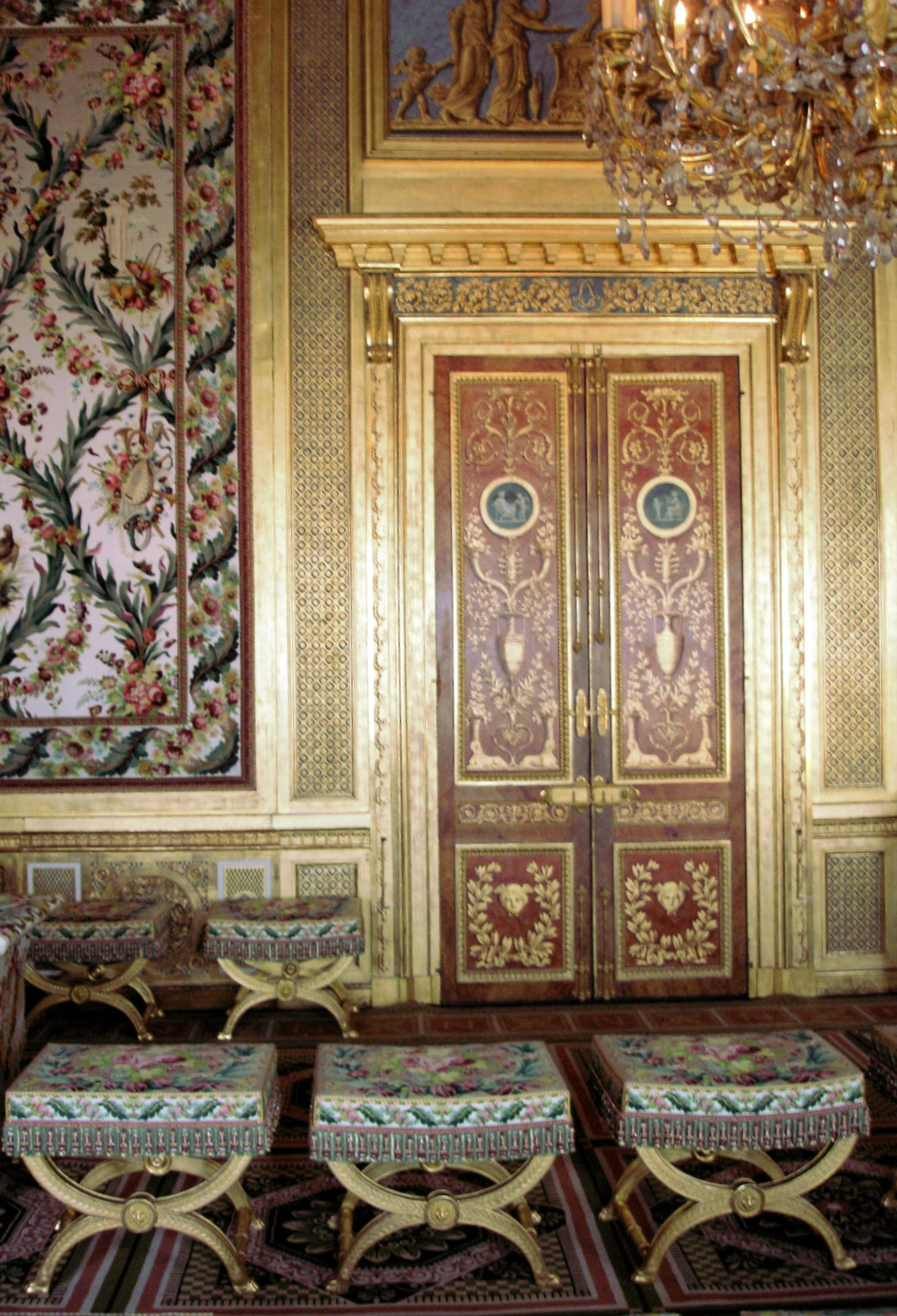
Sgabelli in stile Impero, (Castello di Fontainebleau)

Per sgabello s'intende un sedile, di altezza varia a seconda dell'uso, a tre/quattro gambe, con o senza lo schienale.

## Descrizione e storia
In Toscana lo sgabello fa la sua apparizione nel Quattrocento. Lo sgabello completava l'arredamento, in funzione di poggiapiedi o di basso sedile. Era realizzato in legno di noce scuro, con i piedi scolpiti e con lo schienale dritto e intagliato. Sorretto da due supporti laterali, uniti da una fascia orizzontale, in un primo tempo era tuttavia privo di schienale. L'aggiunta dello schienale ha dato anche la possibilità di inserire uno stemma.
Un ruolo preciso lo sgabello lo acquistò alla corte di Luigi XIV di Francia: l'unica possibilità di sedersi, davanti al re e alla regina, era quella di avere il privilegio di uno sgabello, appositamente portato in loco da un domestico. Le duchesse avevano questo privilegio.

## Tipi di sgabello
- Sgabello da toletta. Imbottito, a volte ricamato e decorato con pizzi, è un accessorio indispensabile davanti al tavolo da toletta di una signora.
- Sgabello da mungitura. Sgabello rustico, a volte con una sola o con due sole gambe, perché così è possibile inclinarlo. Realizzato anche a tre o a quattro gambe.
- Sgabello da pianista. Regolabile in altezza, ruotandolo in un verso o nell'altro.
- Sgabello da bar. Con lunghe gambe e poggiapiedi, per poter comodamente raggiungere l'altezza del piano del bar.
- Sgabelli cubici di finocchiaccio. I fusti fioriferi della Ferula communis (detta volgarmente finocchiaccio o ferla), raccolti in estate sfioriti, privati delle ombrelle ed essiccati, sono usati per confezionare sgabelli resistenti e leggeri, chiamati "furrizzuoli" o "furrizzi" in Sicilia centrale, "freddizza" in Puglia e "furrizza" sul Gargano.
- Sgabello da pugile. Messo dai secondi all'angolo del ring, durante le pause.

Andrea Malfatti, Ragazzo seduto su sgabello (Museo d'arte moderna e contemporanea di Trento e Rovereto)

- Sgabello da calzolaio.

## Nell'arte
- Giulio Romano, Due amanti, 1525 circa. La donna poggia un piede su uno sgabello, dove sono i suoi abiti.
- Lorenzo Lotto, Annunciazione di Recanati, 1534. Sullo sfondo si vede uno sgabello, uno dettagli di ambientazione della scena, che si svolge in un ambiente domestico.
- Franciabigio, Cenacolo della Calza, 1514. Giuda, sorpreso dalle parole di Gesù, rende instabile lo sgabello su cui ha poggiato un piede.
- Andrea Malfatti, Ragazzo seduto su sgabello, scultura, XIX secolo.
- Tanagra, Ragazza seduta su uno sgabello, scultura, 250-200 a.C. circa

## Design
- Sgabello 60, disegnato nel 1933 dall'architetto e designer Alvar Aalto, è impilabile, costituito da tre gambe di legno di betulla, tagliato a fogli che vengono sovrapposti. Le gambe sono piatte, curvate in cima e reggono un sedile tondo, realizzato con uno spessore di legno massello, messo fra due fogli di compensato. Lo sgabello 60 fu utilizzato nelle sale della Biblioteca di Viipuri.
- Sgabello della poltrona Barcelona. Disegnato da Ludwig Mies van der Rohe, in stile modernista e con struttura in acciaio. Ha preso questo nome perché fu presentato all'Expo 1929 di Barcellona.
- Sgabello ad U. Disegnato nel 1925-1926 da Marcel Breuer.

## Nel cinema e in TV
- La ragazza sgabello del programma TV di intrattenimento Macao di Gianni Boncompagni era Gigliola Aragozzini.

## Galleria d'immagini

Sgabello da mungitura, Musei del cibo (Parma)
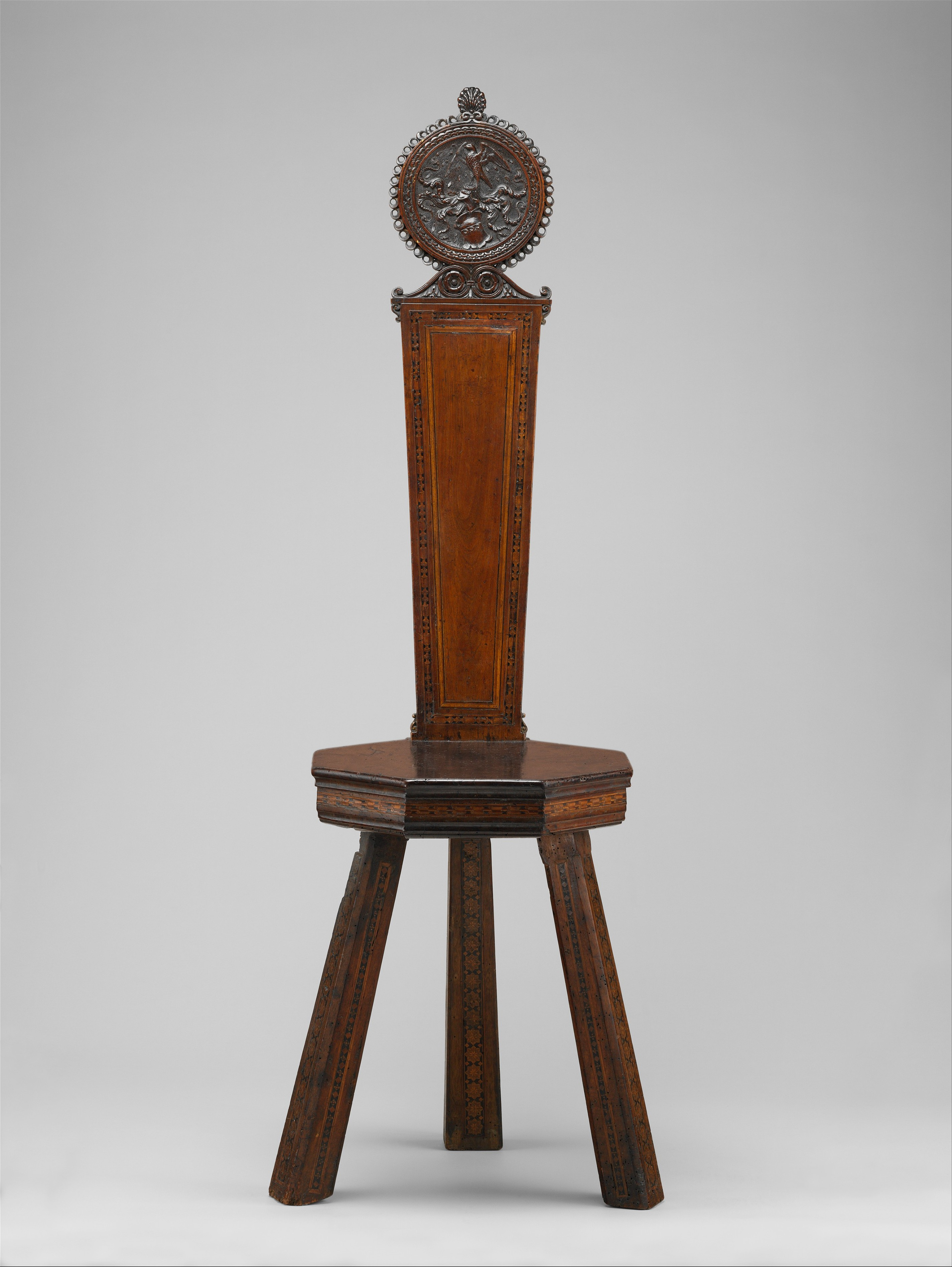
Giuliano da Maiano (1432–1490) e Benedetto da Maiano (1442–1497), sgabello Metropolitan Museum
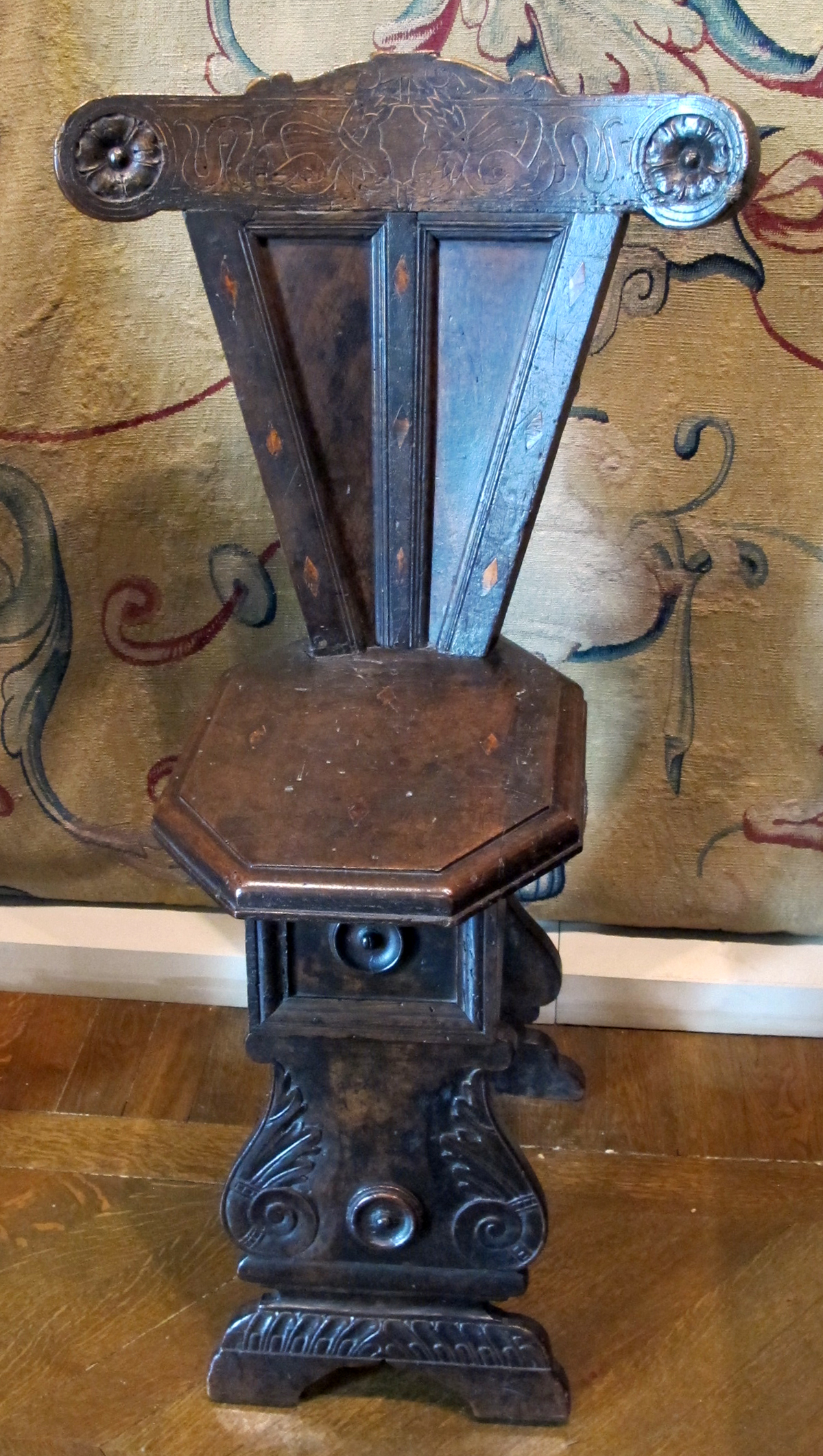
Italia, sgabello, 1510 circa
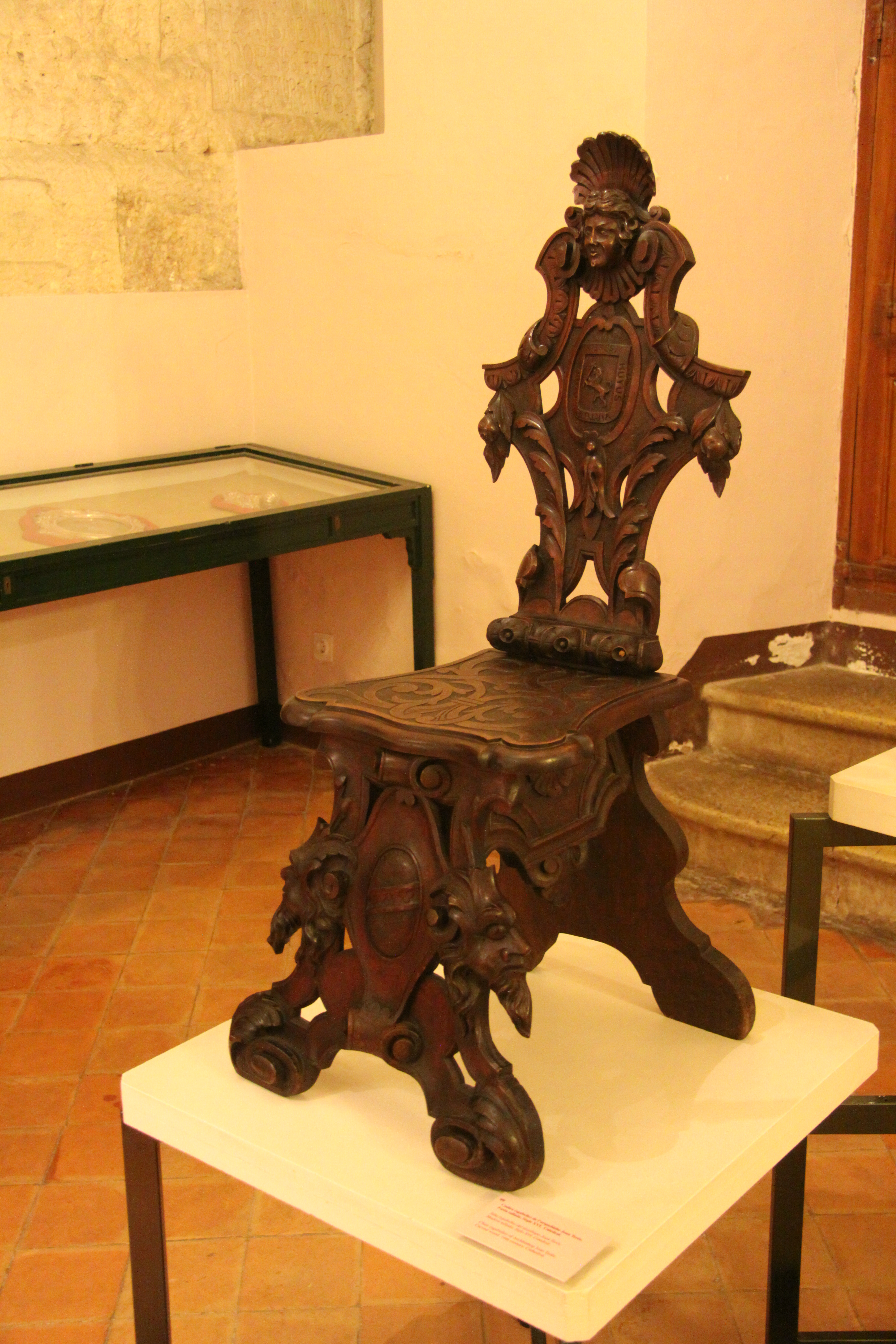
Sgabello dell'arcivescovo Joan Terès i Borrull, XVI secolo
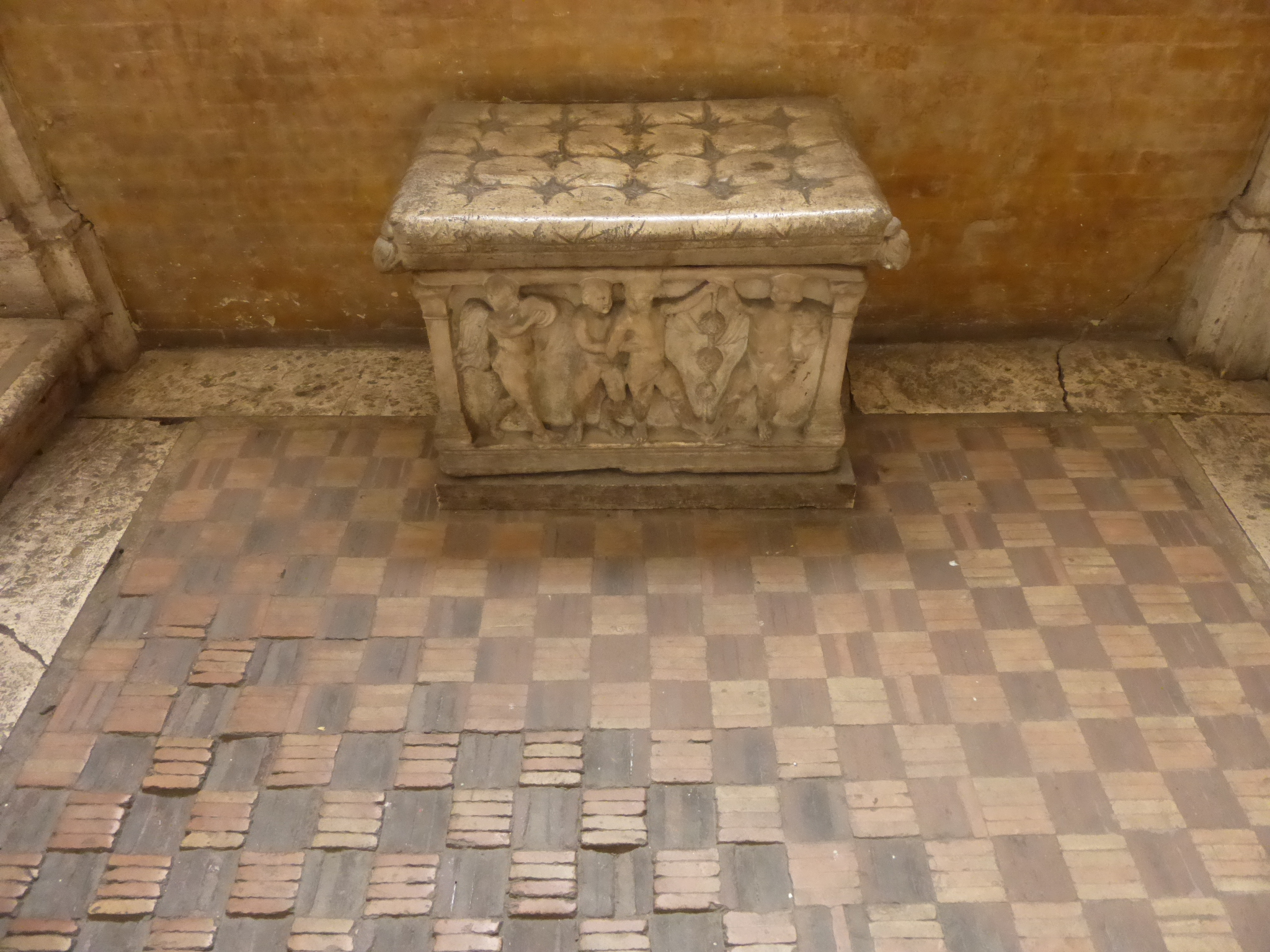
Palazzo Mattei di Giove, (pianerottolo), sgabello di marmo bianco, XVII secolo
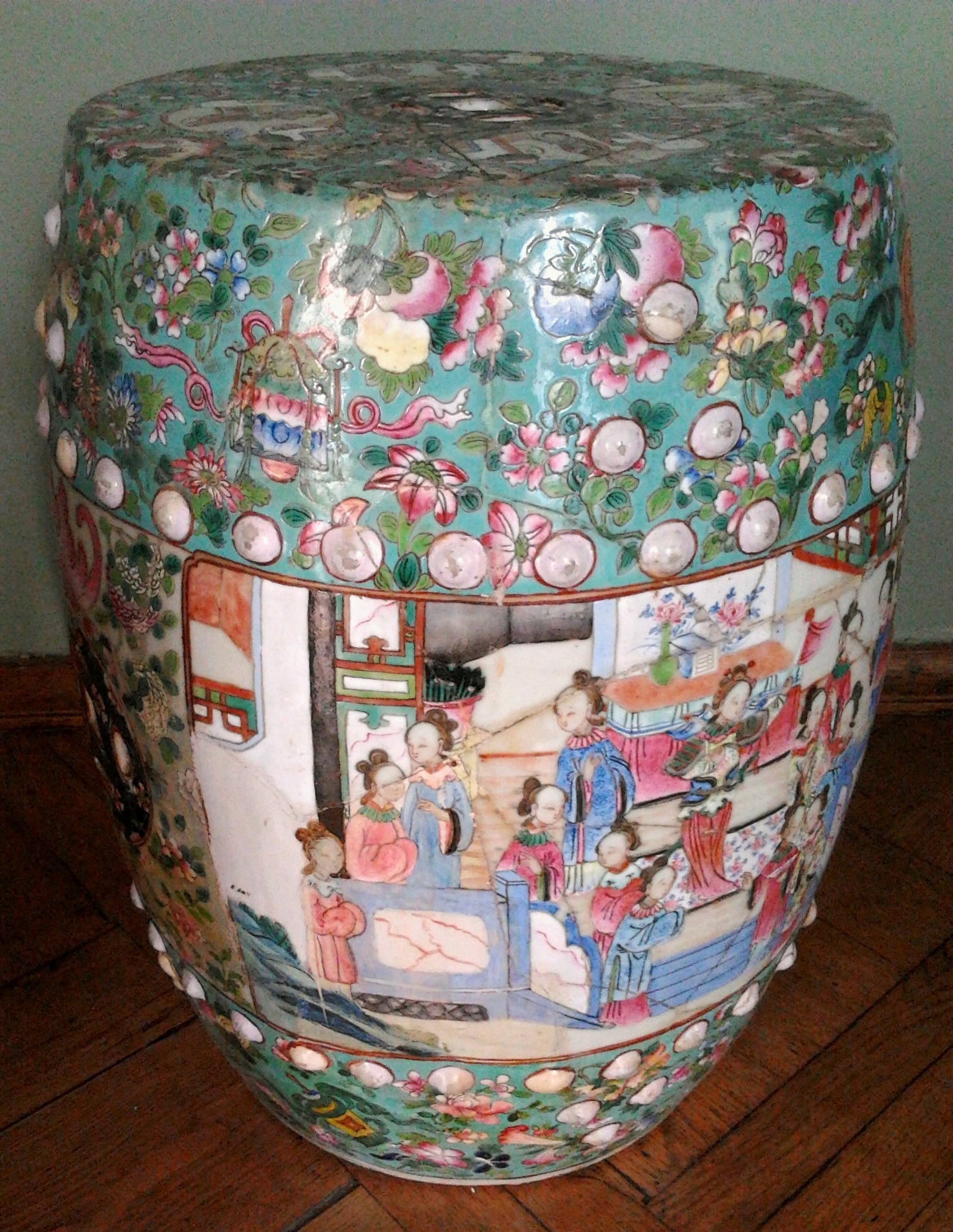
Sgabello in porcellana di Canton, 1800-1825, Myślewicki Palace (Varsavia)
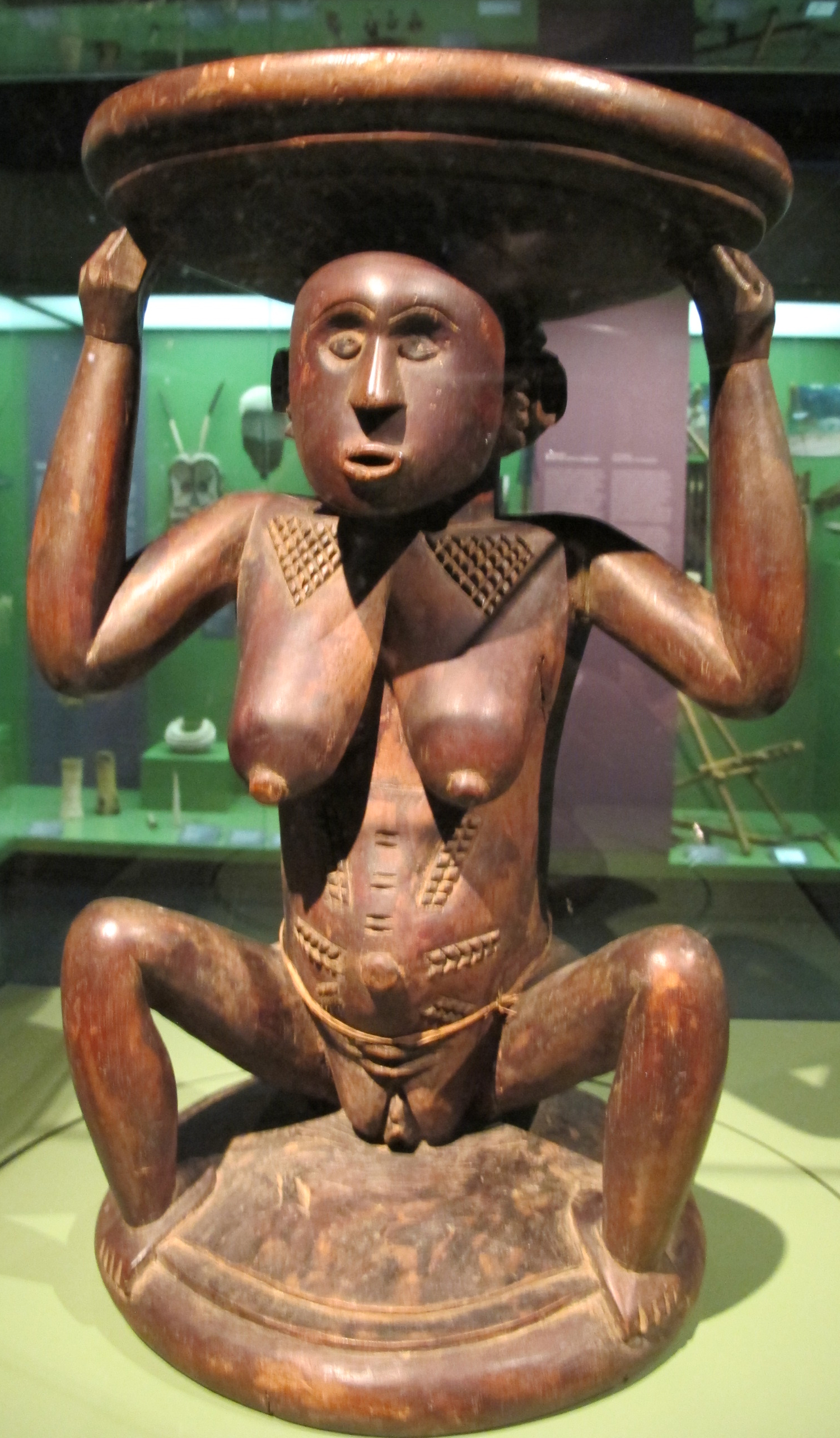
Congo, luba, sgabello-trono, XIX secolo
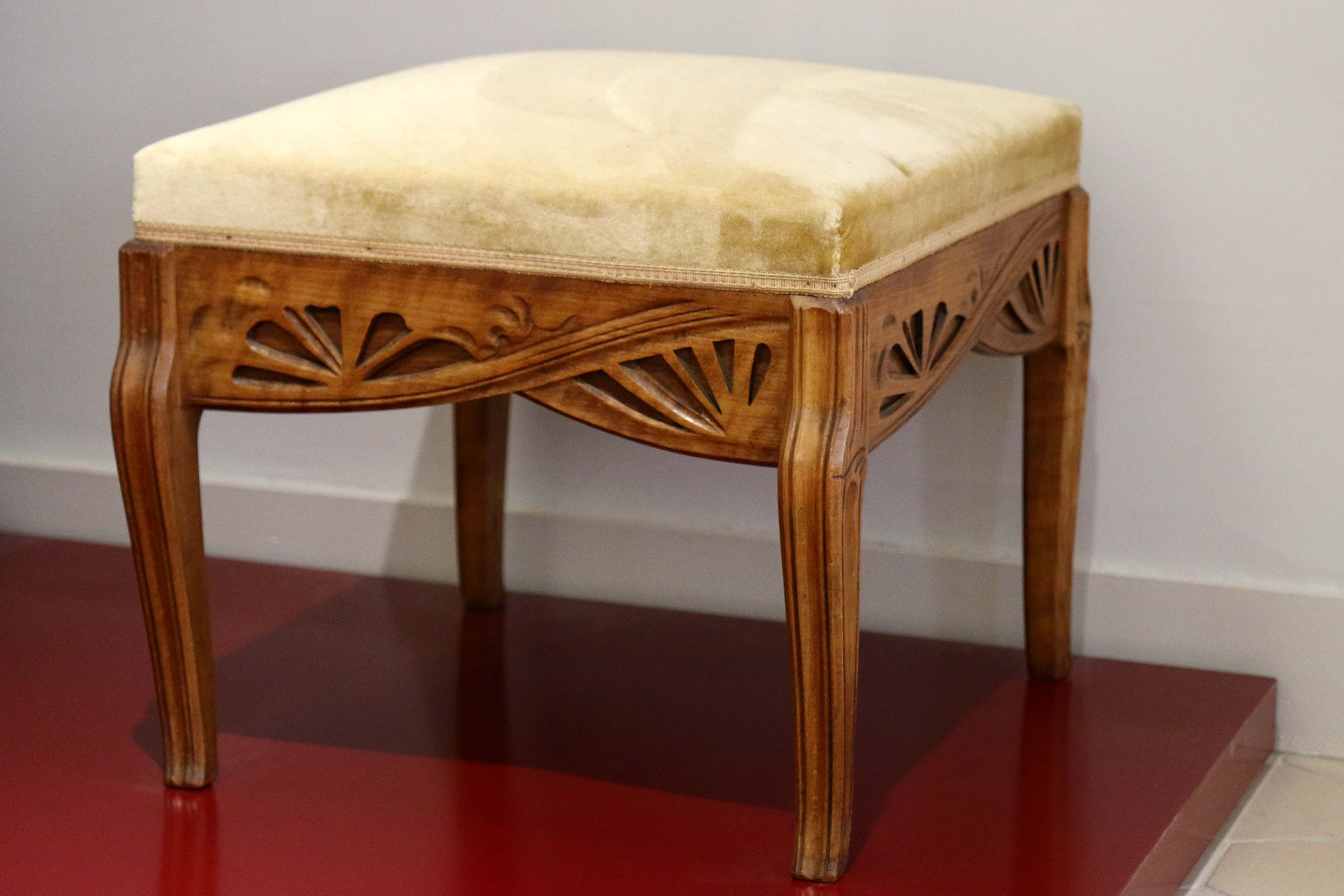
Emile Gallé (Art Nouveau), sgabello Museo Borely (Marsiglia)
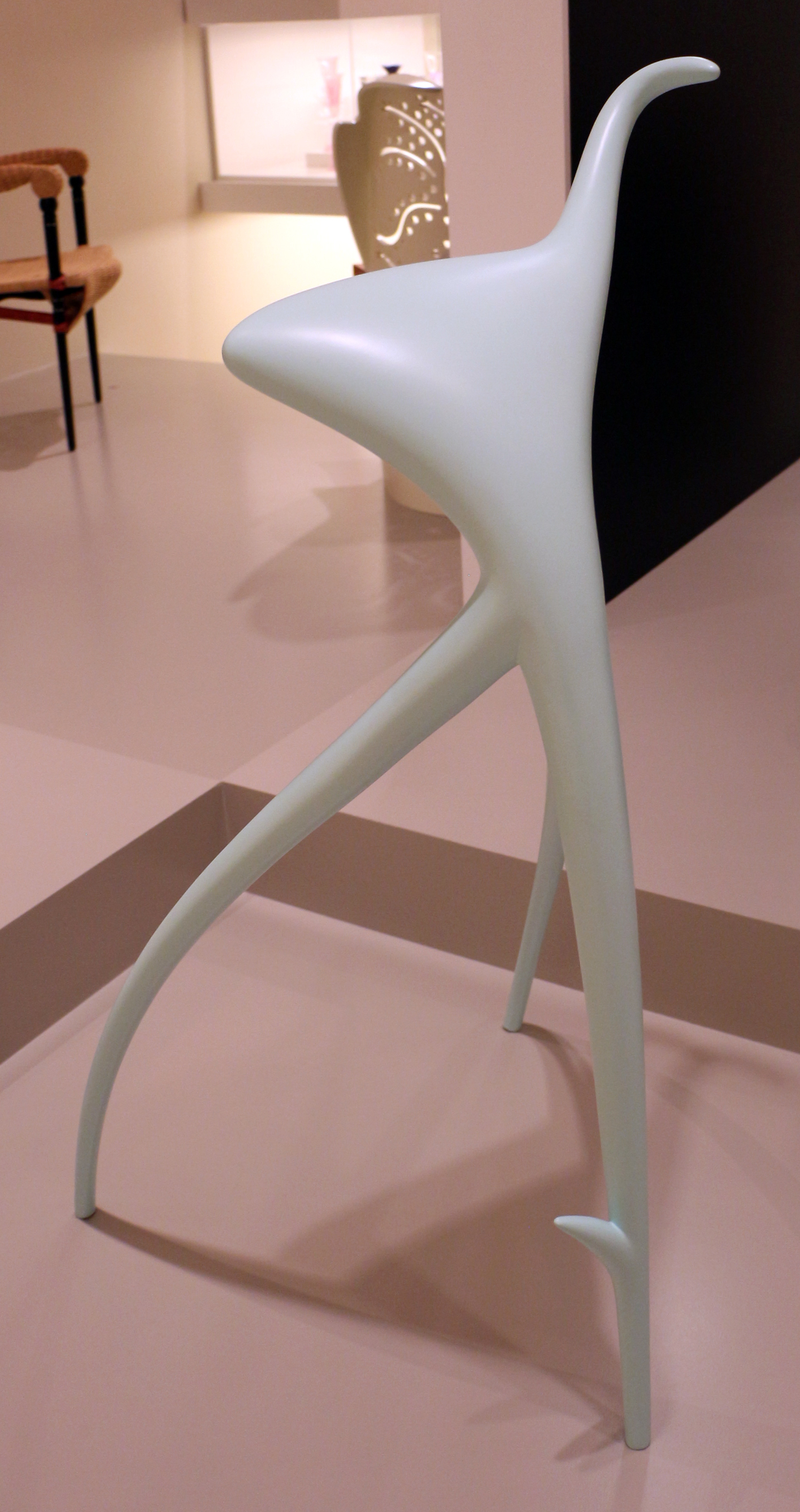
Philippe Starck per Vitra, Sgabello W.W., 1990 Indianapolis Museum of Art
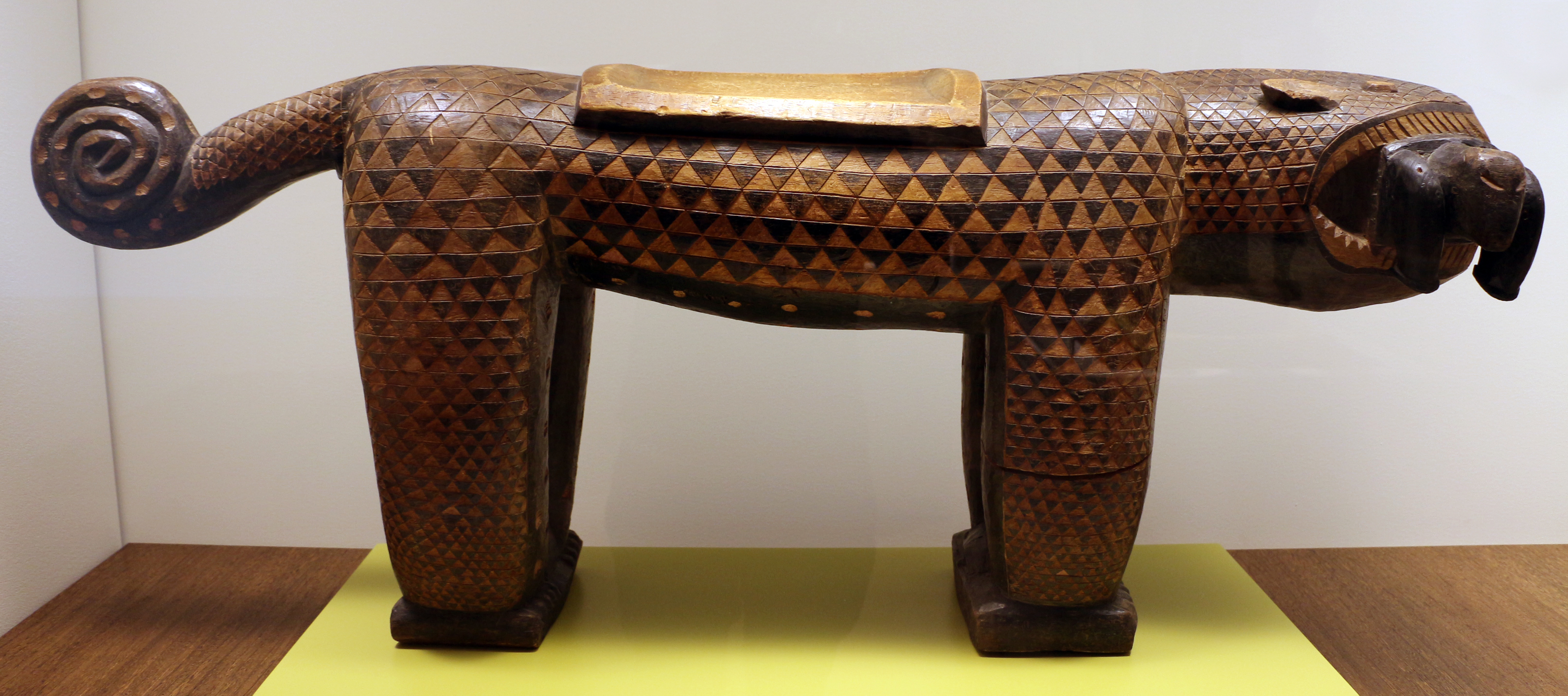
Costa d'avorio, baule-sgabello a forma di leopardo, xx secolo
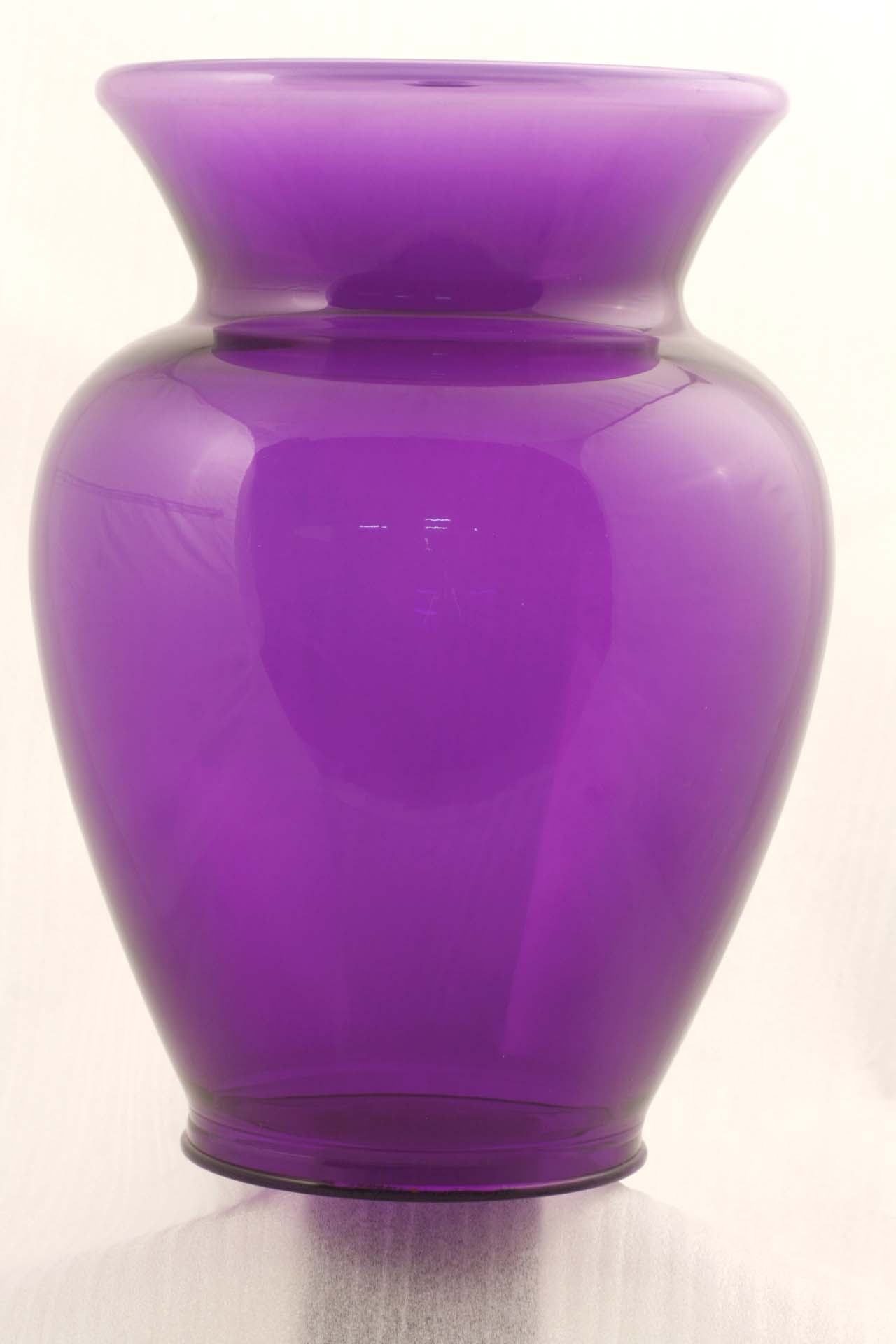
Philippe Starck, sgabello in plastica viola La Bohème/ 8883, 2001, per Kartell Museo Nazionale della Scienza e della Tecnologia "Leonardo da Vinci"
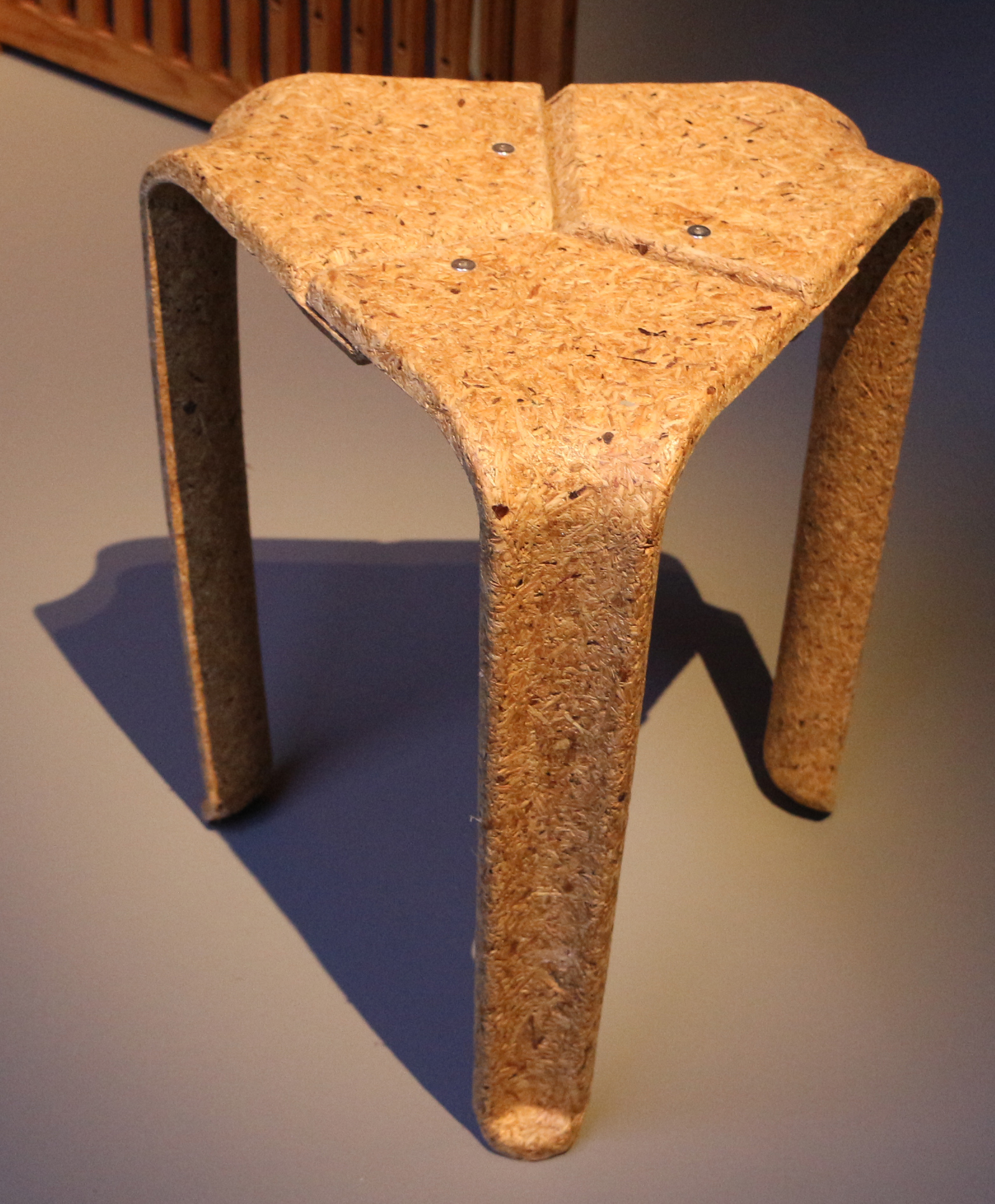
Adrien Rovero, sgabello, 2008